# Massacro di Boston

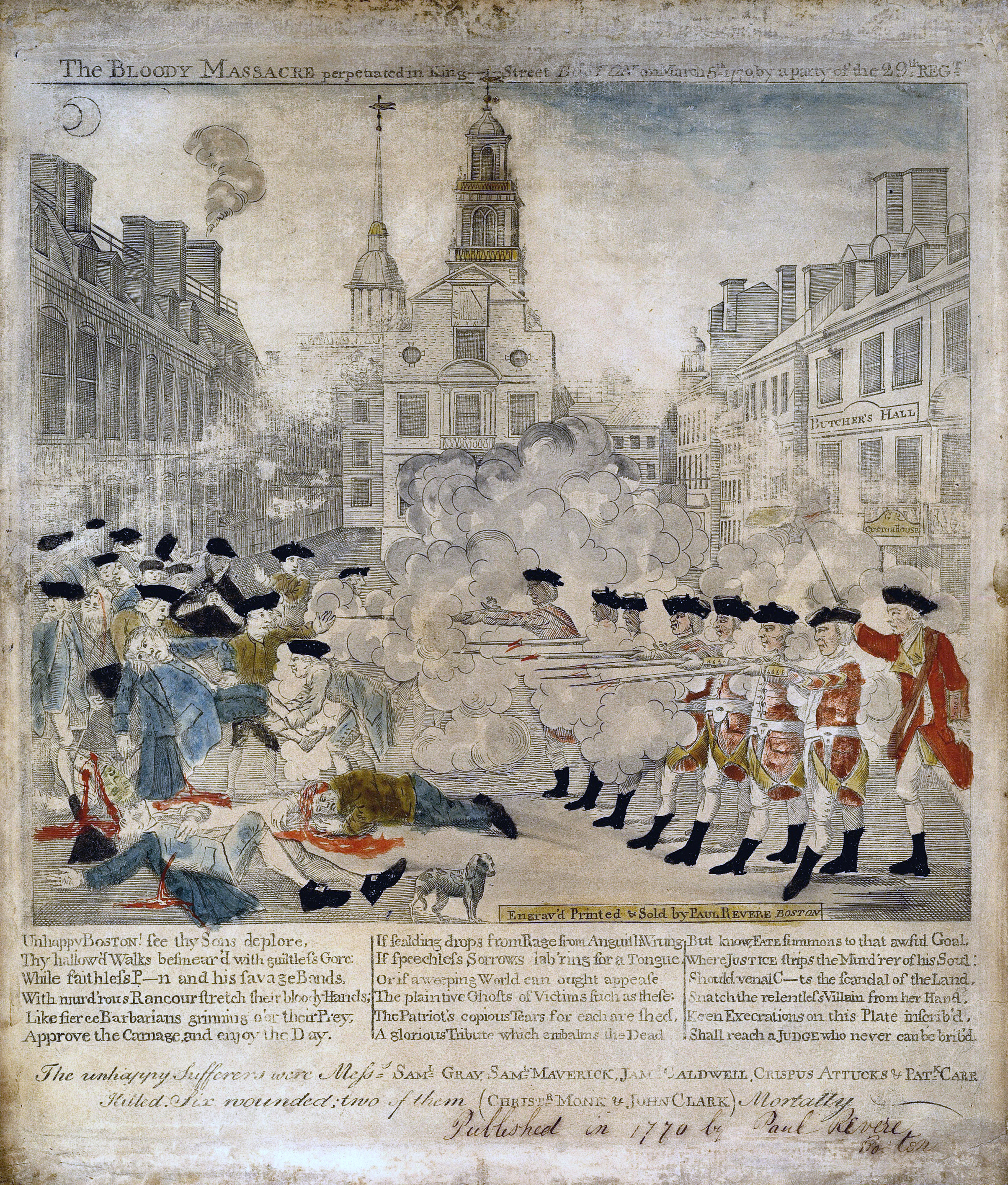
Questo celebre dipinto che rappresenta gli scontri è stato inciso da Paul Revere (che si basò su un disegno di Henry Pelham), colorato da Christian Remick e stampato da Benjamin Edes.

Il massacro di Boston è stato un episodio della storia statunitense in cui cinque civili, il 5 marzo 1770, trovarono la morte per mano delle truppe del Regno Unito. Le reazioni all'incidente contribuirono ad accendere la scintilla della ribellione in varie colonie britanniche in America del Nord, processo che ebbe il proprio culmine nella rivoluzione del 1776, ossia delle colonie del Regno Unito sulle coste dell'Atlantico del Nord America.
La situazione di tensione provocata dalla pesante presenza militare del Regno Unito a Boston sfociò in scontri tra soldati e civili, spingendo le truppe a servirsi dei moschetti quando furono attaccate da una folla in rivolta. Tre civili vennero uccisi sul posto, mentre altri due morirono poco dopo.

## Premesse
L'esercito del Regno Unito era stato inviato a Boston nel 1768, per aiutare i funzionari locali a far applicare i Townshend Acts, una serie di leggi approvate dal Parlamento del Regno Unito. Lo scopo di tali norme era di svincolare i governatori e giudici coloniali dal controllo delle colonie stesse, per ottenere un controllo più efficace sui regolamenti commerciali e per stabilire il discusso principio che il Parlamento aveva il diritto di tassare le colonie.
I coloni si opposero, sostenendo che i Townshend Acts rappresentavano una violazione dei diritti naturali, statutari e costituzionali dei sudditi britannici delle colonie. Boston era il centro della resistenza. La Camera dei rappresentanti del Massachusetts iniziò una campagna contro i Townshend Acts inviando una petizione a Re Giorgio III con cui chiedevano la revoca delle norme. La Camera inviò inoltre alle altre assemblee coloniali quella che divenne nota come la Lettera circolare del Massachusetts, chiedendo loro di unirsi al movimento di resistenza.
In Regno Unito lord Hillsborough, che era stato da poco messo a capo della Segreteria di Stato per le Colonie di nuova creazione, si mise in allarme per le mosse del Parlamento del Massachusetts. Nell'aprile 1768 inviò una lettera ai governatori delle colonie in America, dando loro istruzioni di sciogliere i parlamenti coloniali se avessero risposto alla Lettera circolare del Massachusetts. Ordinò inoltre al governatore del Massachusetts Francis Bernard di far sì che il parlamento di quella colonia revocasse la Lettera circolare. L'assemblea rifiutò di obbedire all'ordine.
I Townshend Acts a Boston erano così malvisti che i funzionari della dogana richiesero l'aiuto dell'esercito e della marina. Il Commodoro Samuel Hood accolse la richiesta inviando la nave da guerra, armata con cinquanta cannoni, HMS Romney, che arrivò al porto di Boston nel maggio 1768. Il 10 giugno 1768 gli ufficiali della dogana sequestrarono il Liberty, uno sloop di proprietà dell'importante mercante bostoniano John Hancock, sostenendo che l'imbarcazione era usata per fare del contrabbando. Gli abitanti di Boston, già incolleriti perché il capitano della Romney aveva arruolato a forza dei marinai locali, iniziarono la ribellione. I doganieri fuggirono e ripararono a Fort Independence.
Vista la precarietà della situazione in Massachusetts, Lord Hillsborough diede ordine al generale Thomas Gage, comandante in capo per il Nordamerica, di inviare "tante truppe quante pensa siano necessarie a Boston". Il 1º ottobre 1768 il primo di quattro reggimenti dell'esercito britannico iniziò lo sbarco a Boston. I Journal of Occurrences, una serie di articoli di giornale anonimi, pubblicarono le cronache degli scontri tra civili e soldati durante l'occupazione militare di Boston, anche se apparentemente con qualche esagerazione. Due reggimenti furono allontanati da Boston nel 1769 ma il 14º e il 29º reggimento di fanteria rimasero. La tensione salì inoltre dopo che Christopher Seider, "un ragazzo di circa undici anni di età", venne ucciso da un funzionario della dogana il 22 febbraio 1770.

## Gli avvenimenti
Gli scontri iniziarono in King Street, che attualmente è stata ribattezzata State Street, all'inizio della serata del 5 marzo, di fronte alla postazione del soldato inglese Hugh White, che prestava servizio davanti al palazzo della dogana. Un giovane apprendista parruccaio di nome Edward Gerrish gridò ad un ufficiale inglese, il tenente capitano John Goldfinch, che non aveva pagato il conto del suo datore di lavoro. Goldfinch, che in realtà aveva pagato, ignorò gli insulti. Gerrish se ne andò ma fece ritorno un paio d'ore dopo con alcuni compagni. Continuò nelle sue proteste e alcune persone iniziarono a tirare palle di neve contro Goldfinch. Gerrish iniziò anche a insultare il soldato White, che lasciò la sua postazione, affrontò il ragazzo e lo percosse in testa con il moschetto. Quando Gerrish si mise a gridare per il dolore uno dei suoi compagni, Bartholomew Broaders, iniziò a sua volta a litigare con White. Tutta la disputa attirò sul posto una folla crescente.

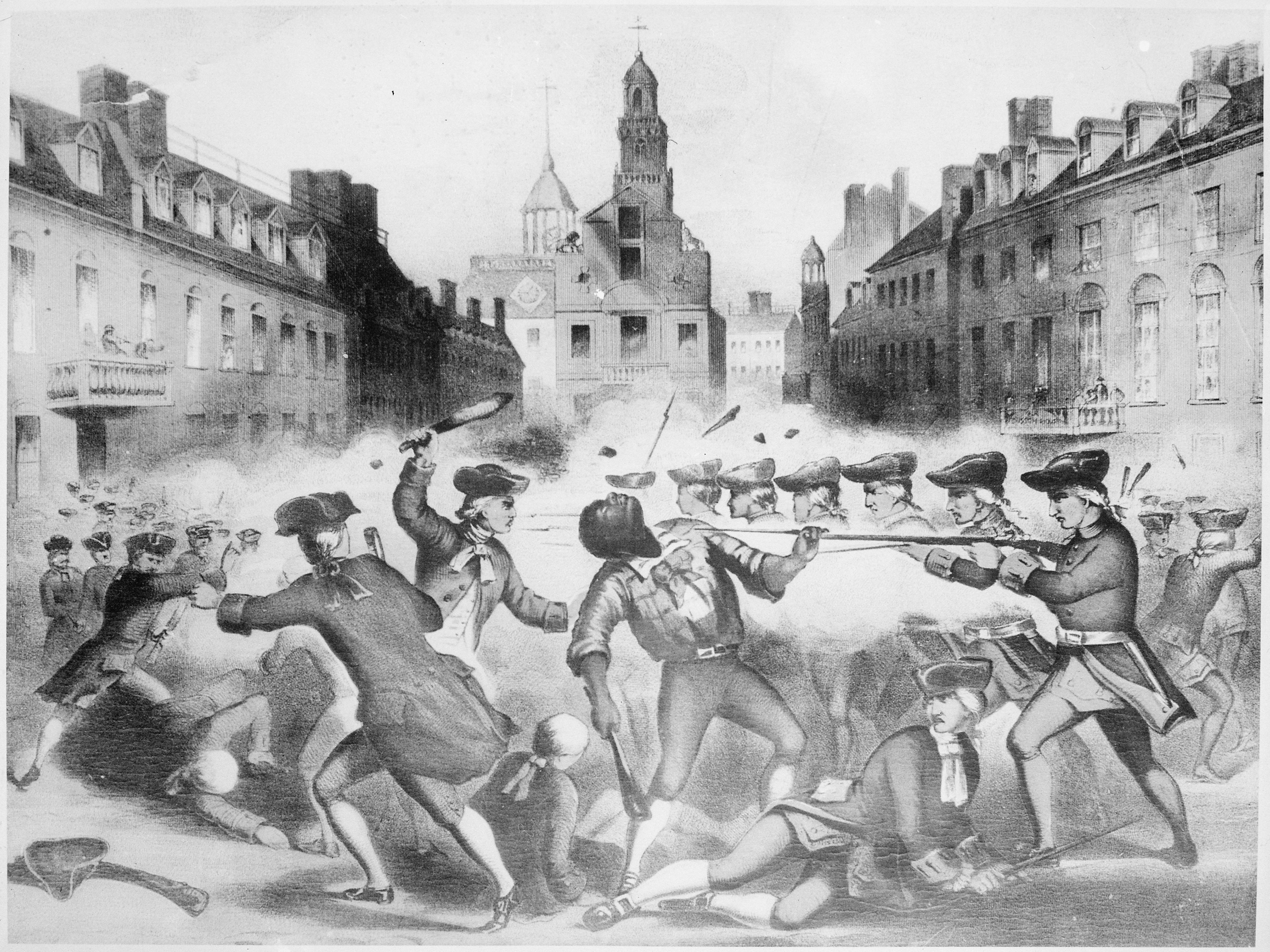
Questa litografia del XIX secolo è una variazione della celebre incisione di Paul Revere. Realizzata poco prima dello scoppio della Guerra civile americana, pone l'attenzione su Crispus Attucks, che da allora diventò un importante simbolo per il movimento abolizionista. (John Bufford circa 1856)

Con il passare del tempo la folla si ingrossò sempre più e, dopo un momento di calma, si fece anche sempre più turbolenta, continuando ad attaccare il soldato White. Quando le campane vicine iniziarono a suonare la folla di bostoniani si ingrossò ancora facendosi molto minacciosa. Il soldato White lasciò la sua guardiola cercando di ritirarsi nel palazzo della dogana ma fu bloccato da una porta chiusa a chiave. Nelle vicinanze, dal corpo di guardia principale, l'ufficiale di giornata, il capitano Thomas Preston, osservava l'evolversi della situazione e, secondo il suo racconto, mandò un ufficiale al momento senza incarico e vari soldati del 29º reggimento armati di baionetta ad aiutare White. Poco dopo andarono anche lui e il suo attendente James Bassett. Tra i soldati inviati c'erano il caporale William Wemms (apparentemente l'ufficiale di cui si è parlato poco sopra e citato nella relazione di Preston), Hugh Montgomery, John Carroll, James Hartigan, William McCauley, William Warren e Matthew Kilroy.
Il gruppo si mosse verso la guardiola, ora vuota, mentre la folla si accalcava attorno a loro. Giunti lì caricarono i propri moschetti e si unirono al soldato White sulla scalinata del palazzo della dogana. Quando la folla, che si stima composta di circa 300-400 persone li circondò si disposero in una formazione a semicerchio. La folla continuò a provocare e attaccare i soldati, tirando loro palle di neve e altri piccoli oggetti. Il soldato Hugh Montgomery fu colpito e gettato a terra da una mazza brandita da Richard Holmes, un taverniere del posto. Rimessosi in piedi fece fuoco con il moschetto; in seguito ammise con uno dei suoi avvocati di aver gridato "Dannazione a te, fuoco!"
Si pensa che il capitano Preston non abbia detto ai soldati di sparare, in quanto si trovava di fronte ai fucili, tra i suoi uomini e la folla di dimostranti. I più accesi della folla però, si misero a deridere i soldati gridando a loro volta "Fuoco!". Ci fu una pausa di durata non determinata; i soldati iniziarono quindi a sparare sulla folla. La raffica colpì 11 uomini. Tre americani - il cordaio Samuel Gray, il marinaio James Caldwell e l'altro marinaio di razza mista Crispus Attucks - morirono sul colpo. Il diciassettenne Samuel Maverick, colpito da un proiettile di rimbalzo, morì poche ore dopo, il mattino seguente. Il trentenne immigrato irlandese Patrick Carr morì invece dopo due settimane. Per mantenere l'ordine, il giorno seguente le autorità regie acconsentirono alla rimozione di tutte le truppe dal centro cittadino, spostandole a Fort Independence, nella baia di Boston. Il 27 marzo i soldati, il capitano Preston e quattro uomini che si trovavano all'interno del palazzo della dogana sospettati di aver sparato a loro volta dei colpi, furono accusati di omicidio.

## Rappresentazioni grafiche

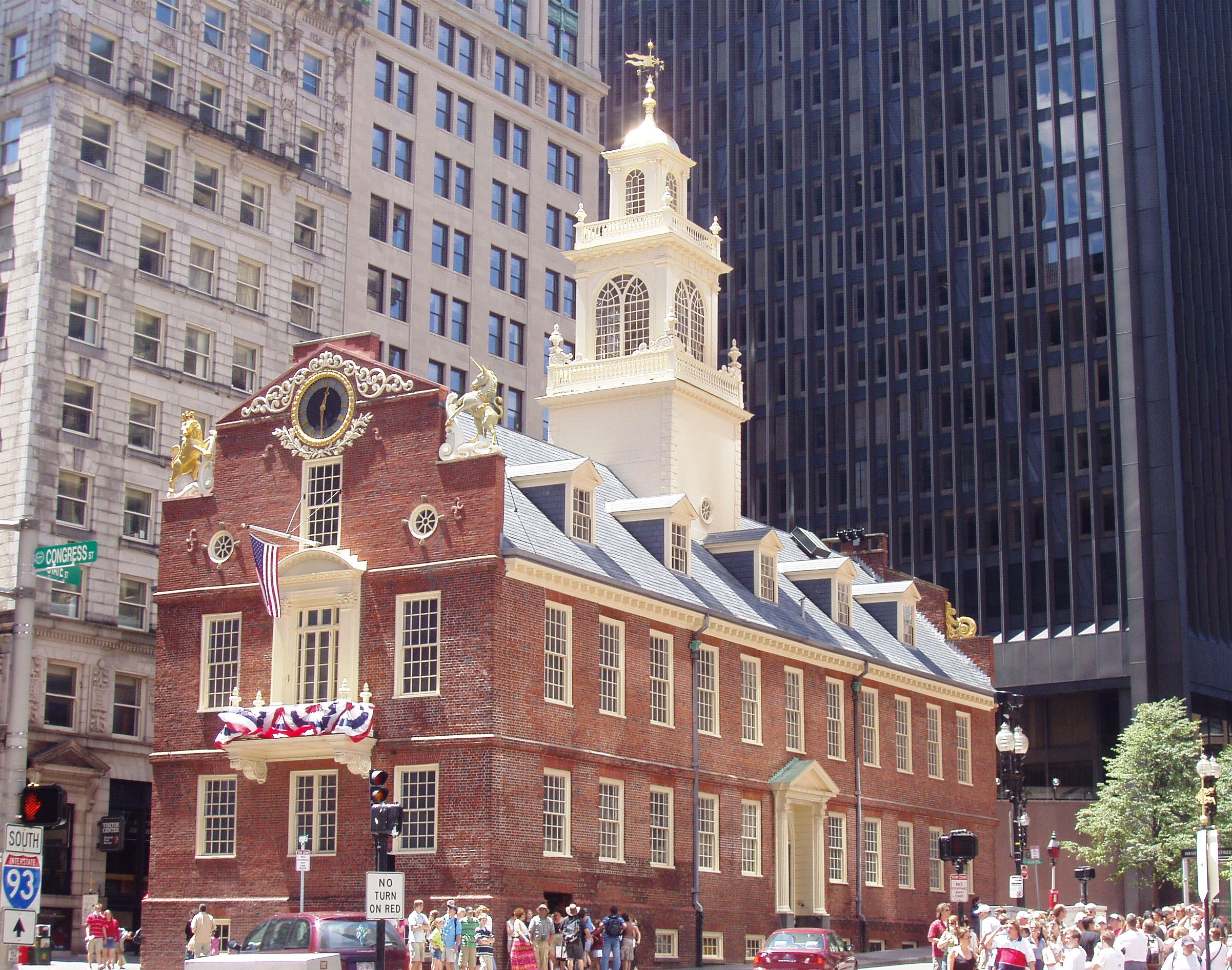
Vista dell'Old State House di Boston, sede del governo coloniale britannico dal 1713 al 1776. Il massacro di Boston avvenne di fronte al terrazzo e il punto esatto sulla piazza è segnalato da un cerchio sulla pavimentazione.

Un giovane artista di Boston, Henry Pelham, fratellastro del celebre ritrattista John Singleton Copley, fece un disegno dell'evento. L'argentiere e incisore Paul Revere copiò con accuratezza il lavoro di Pelham e spesso gliene venne attribuito il merito completamente. Pelham e Revere aggiunsero vari dettagli tesi a rendere più drammatica la scena, come il capitano Preston che ordina ai suoi uomini di sparare e un altro moschetto che spara fuori dalla finestra degli uffici della dogana, ribattezzata Il palazzo dei macellai. Altre differenze rispetto alla realtà si aggiunsero per il modo in cui l'artista Christian Remick colorò a mano alcune delle stampe: Il cielo di un azzurro brillante mal si accorda infatti con il quarto di luna e le scure ombre che si possono vedere sul lato sinistro dell'immagine. Alcune copie della stampa mostrano un uomo con due ferite al torace e un volto più scuro di quello degli altri, in modo da corrispondere alla figura di Attucks; altre invece non mostrano alcuna persona di colore tra le vittime.

## Il processo ai soldati

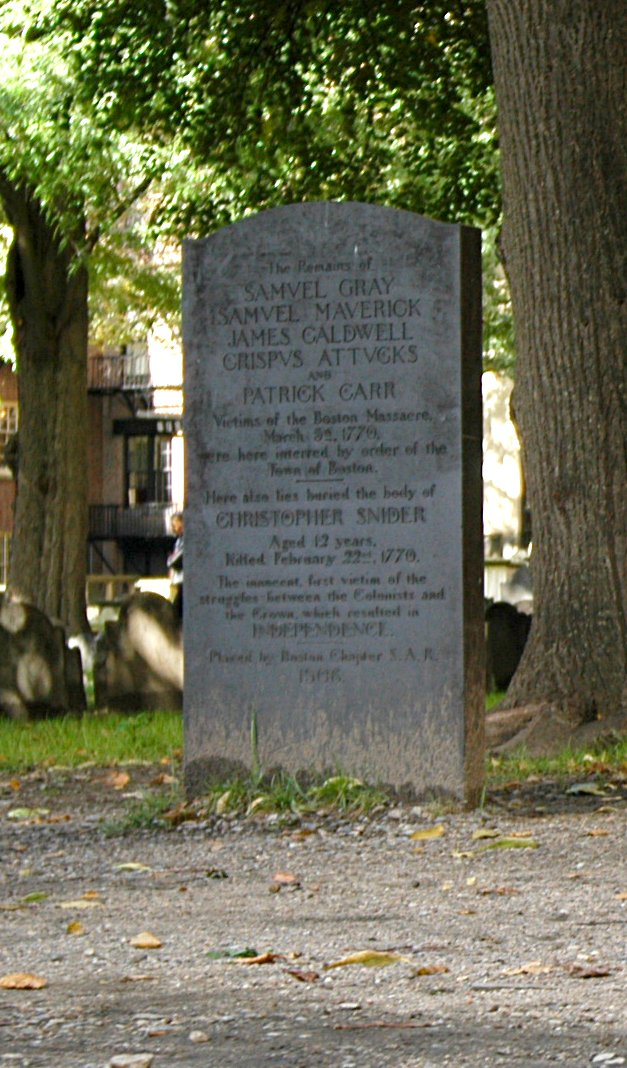
La lapide commemorativa del massacro di Boston

Il capitano Preston e i soldati furono arrestati e sottoposti a processo in un tribunale della Contea di Suffolk in Massachusetts. Il governo era deciso a concedere ai soldati un processo equo, in modo che non ci fosse spazio per rappresaglie da parte dei britannici e che i moderati non finissero per prendere le distanze dalla causa dell'indipendenza. Sorse il problema che nessun avvocato della zona di Boston era disposto a difendere i soldati, in quanto ritenevano che potesse danneggiare fortemente la loro carriera. Preston inviò una disperata richiesta d'aiuto a John Adams, pregandolo di accettare il caso. Adams, anche se era già un esponente di spicco del movimento indipendentista e stava per presentare la propria candidatura ad una carica pubblica accettò ugualmente di prestare l'aiuto richiesto, per tutelare la possibilità di assicurare agli uomini un equo processo.
Adams, Josiah Quincy II e Robert Auchmuty costituirono quindi il collegio della difesa, mentre Sampson Salter Blowers aiutò a valutare la giuria. Non si sa se Paul Revere fosse presente al momento del massacro anche se realizzò un dettagliato disegno della posizione dei corpi perché venisse usato al processo. Il Viceprocuratore generale del Massachusetts Samuel Quincy e l'avvocato Robert Treat Paine, ingaggiato dalla città di Boston, rappresentarono l'accusa. Per fare in modo che le acque si calmassero lo svolgimento del processo venne ritardato per mesi, un fatto abbastanza insolito all'epoca, e i giurati vennero scelti tutti tra persone che vivevano fuori Boston. Processato separatamente dal resto dei soldati, Preston venne assolto dopo che la giuria si dichiarò non convinta del fatto che avesse ordinato alla truppa di aprire il fuoco. Il processo si svolse tra il 24 e il 30 ottobre 1770.
Durante il processo ai soldati, che iniziò il 27 novembre 1770, Adams sostenne che se i soldati si erano trovati in reale pericolo a causa della folla essi avevano avuto il diritto di reagire ed erano quindi da considerarsi innocenti. Se invece fossero stati solo provocati ma non messi davvero in pericolo, al massimo sarebbero dovuti essere ritenuti responsabili di omicidio preterintenzionale. La giuria concordò con Adams ed assolse sei dei soldati. Due di essi invece furono giudicati colpevoli di omicidio perché si provò senza ombra di dubbio che avevano sparato direttamente sulla folla. Adams però si servì di una scappatoia legale concessa dalla common law britannica dell'epoca: dimostrando al giudice che erano capaci di leggere facendo leggere loro a voce alta un passo della Bibbia, ottenne che il loro reato venisse derubricato ad omicidio preterintenzionale. I due soldati furono quindi condannati per tale reato e puniti con la marchiatura a fuoco dei loro pollici. La decisione della giuria suggerisce che credettero che i soldati si fossero sentiti minacciati dalla folla. Patrick Carr, la quinta vittima, aveva rafforzato questa convinzione con una testimonianza in punto di morte poi riportata in aula dal suo medico.

## Effetti
Il massacro di Boston è uno degli eventi che più hanno contribuito a orientare la popolazione delle colonie contro il Re Giorgio III e a ribellarsi contro le leggi e tasse britanniche. Ognuno di questi eventi decisivi segue lo stesso copione: l'Inghilterra rivendica il proprio potere di controllo e i coloni si adirano per l'inasprimento di norme e tasse. Eventi come l'emanazione del Tea Act e il conseguente Boston Tea Party sono esempi di come i rapporti tra il Regno Unito e le colonie stessero andando in crisi. Il massacro di Boston fu forse il più importante degli eventi che accesero la disputa tra le colonie e il modo di governare degli inglesi. Anche se tra il massacro e lo scoppio della rivoluzione passarono cinque anni, questo aveva sostanzialmente preannunciato la violenta ribellione che sarebbe poi scoppiata.

## Controversie
Il numero dei soldati coinvolti negli incidenti e l'origine degli spari sono tuttora discussi. La messa in stato d'accusa originale del 13 marzo cita dodici tiratori più il capitano Preston ma solo otto di essi vennero processati nel novembre 1770. Diversi testimoni affermarono che gli spari venivano dall'interno della Custom House e la somma di morti e feriti raggiunge le undici persone. Gli spari non furono contemporanei, il che consente di ipotizzare che i moschetti siano stati ricaricati, ma la cosa non è mai stata provata.

## Rievocazione
Il 5 marzo di ogni anno, anniversario dell'evento, il massacro di Boston viene rievocato con una rappresentazione in costume. La rievocazione è organizzata dalla Bostonian Society e si svolge sul luogo del massacro, di fronte alla Old State House.